# Muldvarp
 For alternative betydninger, se Muldvarp (flertydig). (Se også artikler, som begynder med Muldvarp)
Muldvarpen (latin: Talpa europaea), eller den europæiske muldvarp, er et pattedyr i ordenen ægte insektædere. Den skaber gange under jorden, hvor den især lever af regnorme. Muldvarpen anses som regel for et skadedyr i beboelsesområder og marker, men er et gavnligt dyr i skove, da den gennemlufter jorden. Den former fra jorden skud, som for mange anses som et irritationsmoment.

## Udbredelse
Muldvarpen er almindelig i størstedelen af Europa, mod øst til floderne Ob og Irtysj i Rusland. Den mangler i Irland og Norge og nogle steder langs Middelhavet, hvor den erstattes af den blinde muldvarp (Talpa caeca). I Sverige og Finland findes den kun i de sydlige egne.
I Danmark er muldvarpen udbredt de fleste steder, både i skove, enge, græsmarker, heder, moser og intensivt dyrkede marker. Den mangler dog på mange små og store øer som Læsø, Anholt, Samsø, Møn og Bornholm.

## Udseende
Længden af krop og hoved er 11,5-15,0 cm og halen er 2,0-3,4 cm. Muldvarpen er specialiseret i at leve i snævre underjordiske gange. Kroppen er nærmest cylindrisk og smalner gradvist til mod det kegleformede hoved. Af forlemmerne rager kun poterne uden for kroppen. Halen er kort og tyk, og holdes altid løftet af dyret.

### Lemmer
På forfoden, hånden, er kløerne meget kraftige, lange og fladtrykte. Selve håndfladen er stor og bred, hvilket dels skyldes, at de fem fingre næsten til spidsen er omgivet af en fælles hud og dels at der på indersiden af hånden findes en stor seglformet seneknogle. Hånden er desuden drejet så den første finger vender nedad, og forlemmerne kan ikke anvendes i normal gangstilling. Der findes således kun trædepuder på bagpoterne og i dyrets spor viser forpoterne sig kun som en række mærker efter kløerne. For øvrigt gælder det, at under løb sættes forpoten to gange i jorden for hver gang bagpoten sættes en gang. For bedre at kunne grave er forlemmerne forskudt fremefter, således at hænderne i hvilestilling er placeret ved siden af dyrets hoved. Dette er muliggjort ved, at skulderbladene er omdannet til lange, slanke knogler, der strækker sig fra brystkassen langs halshvirvlerne helt til kraniets bagkant. Overarmsknoglerne er derimod korte og kvadratiske. Hertil er fæstet kraftige muskler, der fører til brystbenet, hvor de er fæstet til en høj benkam, hvilket ellers kun ses hos flyvende dyr som fugle og flagermus. Foden er ikke ligesom hånden specielt udviklet til at grave med. Den har dog langs inderranden en seneknogle, der kan minde om en kloløs sjette tå. De fem tæer på foden har krumme kloformede negle og på undersiden små trædepuder.

### Hoved
Hovedet er lidt fladtrykt og snuden ender i en nøgen, lyserød tryne, der minder om en lille grisetryne. Trynen virker som et fint føleapparat. Små papiller findes på tryneskiven og mange nerver ender her. Lugtesansen er muldvarpens vigtigste sans og en stor del af hjernen udgøres af lugtcentret. På snuden findes et par rækker varbørster eller sinushår, der har betydning for dyrets orientering. Sinushårene er kraftige, stive hår, hvis hårsække er omgivet af talrige nerveceller, der registrerer den mindste berøring. Denne type hår findes også på bagsiden af hånden og på halen.
Tilsyneladende mangler hovedet øjne og ører. Hos en voksen muldvarp er øjnene helt skjult bag det tætte hårlag. Dog findes om hvert øje en krans af særlige hår, der kan rejses, så øjet bliver blotlagt. Selve øjet er omkring 1 millimeter i diameter og synsevnen er begrænset. Det besidder et normalt øjes elementer, men f.eks. linsens brydningsevne er stærkt reduceret.
Den tilsyneladende mangel på ører skyldes, at et ydre øre mangler og den 2 millimeter store åbning ind til det indre øre sidder forholdsvis langt tilbage på hovedet og er helt dækket af pelsen.

### Tænder
Muldvarpen har et såkaldt fuldstændigt tandsæt på 44 tænder ligesom hos oprindelige, nu uddøde pattedyr. I hver kæbehalvdel findes 3 fortænder, 1 hjørnetand, 4 forkindtænder, der skiftes, og 3 bagkindtænder. Tandskiftet fra mælketænder finder sted hos den spæde unge. Fortænderne er små, mens hjørnetænderne, især i overmunden, er store og dolkformede.

### Pels
Pelsen er tilpasset muldvarpens underjordiske liv ved at mangle fald eller strøg, så den kan bevæge sig både forlæns og baglæns i gangene uden at bringe uorden i pelsen. Den varierer i farve fra grå til blåsort. Vinterpelsen er mørkere og mere glansfuld end sommerpelsen, der er mat og mere grålig. En gul farvevariant er ret almindelig, mens hvide dyr, albinoer, er meget sjældne.
I vinterpelsen er dækhårene 11–12 mm, mens uldhårene er 9–10 mm lange. Begge typer hår er specielt byggede, idet de vokser i siksak vinkelret ud fra kroppen. Hvert hår har ca. fire knæk med lige stykker indimellem. Hvor håret bøjer er det tyndt, mens det er kraftigt fortykket på de lige stræk. Dette giver pelsen et lagdelt udseende. Desuden drejer hvert hår på ombøjningsstederne 180° om sin egen akse. Alt dette bevirker, at hårene filtres sammen og danner en tæt blød pels uden strøg. Dækhårene, der er lidt længere end uldhårene, ender i et lige, tykt stykke, der lægger sig skråt og danner et tæt lag, der forhindrer jord i at trænge ind i pelsen.
Et fuldstændigt pelsskifte sker forår og efterår, hvilket varer nogle få uger. Sommerpelsen er et par millimeter kortere end vinterpelsen.

## Stemme
Muldvarpen kan udstøde et enkelt højt skrig, når man f.eks. griber fat om den. Når to dyr er i slagsmål, kan man høre dette skrig gentaget flere gange i træk. Desuden kan muldvarpen frembringe en blød, kvidrende lyd, når den æder eller søger efter føde.

## Levevis
Muldvarpen lever i gangsystemer under jorden. Hvert gangsystem er normalt kun beboet af et enkelt dyr, og artsfæller jages bort med stor aggressivitet.

### Gange
Muldvarpen laver flere forskellige slags gange, der alle er cirka 5 cm brede og 4 cm høje. De permanente gange findes oftest i 10–20 cm's dybde, men dybden varierer mellem 5 og 100 cm. Disse permanente, dybereliggende gange udgraves således, at den overskydende jord presses op til jordoverfladen og danner de velkendte muldvarpeskud eller muldskud. Muldvarpen graver skiftevis med højre og venstre forpote (hånd). Den løsgravede jord sparkes bagud med bagbenene. Når dyret har gravet i et stykke tid, vender det om og skubber den løse jord op gennem den nærmeste skrå sidegang, der munder ud ved jordoverfladen. Denne skubben foregår i stød, skiftevis med højre og venstre hånd. De permanente gange anvendes som jagtgange, idet gangene virker som en fælde for muldvarpens byttedyr. Gangsystemets udstrækning afhænger af fødegrundlaget på stedet.
Andre typer gange findes nærmere jordoverfladen. De såkaldte overfladegange skabes ved at den løsgravede jord presses i vejret, så gangen fremstår som en vold på jordoverfladen. Gravningen foregår her også stødvis, hvor dyret først presser jorden op med den ene hånd, idet den anden støttes mod gangens bund, hvorefter kroppen drejes omtrent 180° og bevægelsen gentages med de to hænders rolle byttet om. Disse overfladegange er ikke så holdbare og benyttes højst i nogle uger. Desuden findes helt åbne såkaldte brunstgange, der minder om en grøft med opkastet jord langs begge sider. Gangene er sat i forbindelse med dyrenes brunst, fordi de oftest findes i parringstiden i det tidlige forår. Det har dog vist sig, at de kan dannes på alle tider af året.

### Rede
Reden er indrettet i det permanente gangsystem og består af en kugleformet udvidelse af gangen med en diameter på omkring 20 cm. Den er foret med tørt græs og blade, der er hentet på jordoverfladen og båret dertil i munden. Hunnen indretter desuden, kort før den skal føde, en særlig ynglerede.

### Aktive perioder
Engelske undersøgelser har vist, at muldvarpen har tre aktive perioder i løbet af døgnet. De aktive perioder, hvor dyret enten graver eller søger føde, afløses af perioder, hvor det sover i sin rede.

### Føde
Føden består hovedsagelig af regnorme, men også insekter, tusindben, snegle og lejlighedsvis mindre hvirveldyr indgår i kosten. Den finder især sin føde ved regelmæssige afpatruljeringer af sit gangsystem, der virker som en fælde for byttedyrene. I sommerperioden finder muldvarpen desuden en del af sin føde ovenpå jorden om natten, idet regnorme også er fremme på jorden på dette tidspunkt. Plantedele æder dyret ikke.
Muldvarpen æder omkring halvdelen af sin egen vægt i løbet af et døgn, det vil sige 40-50 gram. Hvis den fanger flere regnorme end den umiddelbart kan spise, så opmagasineres de i særlige depoter. Den forreste del af regnormen bides af, så den ikke kan bore sig gennem jorden og undslippe. Man har fundet flere hundrede orme gemt på denne måde.

### Ynglebiologi
I marts begynder hannen at søge efter en mage ved at grave lange lige gange, der kan skabe forbindelse til en huns gangsystem. Hunnen er kun i brunst i kort tid i løbet af marts og er herefter drægtig i cirka 4 uger. Kuldet består af 2-6 unger, der fødes nøgne og blinde med en vægt på 3,5 gram. De forlader reden efter cirka en måned, hvor de vejer omkring 60 gram. De begynder herefter at søge føde i moderens gangsystem, hvor der er eksempler på, at de kan opholde sig i 10 uger. Når de forlader gangsystemet, sker det på jordoverfladen eller ved at grave gange i de aller øverste jordlag. De unge dyr søger til arealer, hvor der ikke findes andre muldvarpe. Her danner de deres eget gangsystem eller benytter et gammelt, forladt system. Der er normalt kun et kuld om året. Hverken hanner eller hunner bliver kønsmodne i det første leveår. Undersøgelser af af en populations tænder og deres slid har vist, at der normalt kun lever tre generationer i et område. Muldvarpens maksimale alder er derfor normalt tre år.